# 鍾興民
鐘興民（Baby Chung，1966年1月26日—），台灣音樂製作人。年輕時為紅螞蟻合唱團鍵盤手，常在各大演唱會專任鍵盤手，編曲而優則製作，漸漸成為五大唱片公司專聘的熱門音樂製作人。曾為許多歌手編曲，參與的作品上千首。
2007年與黃韻玲一起成立果核音樂，擔任總經理。至今仍持續從事流行音樂作曲、編曲及製作，不僅音樂形態跨界，事業領域也橫跨兩岸。2013年擔任江蘇衛視《全能星戰》之音樂總監，正式從音樂製作跨足節目製作。

## 專輯製作

### 個人專輯
| 專輯名稱                  | 歌手     | 發行日         | 唱片公司 |
| ------------------------- | -------- | -------------- | -------- |
| PICKS.01                  | 痞克四   | 2009年1月23日  | 亞神音樂 |
| 在我們之間的事(EP)        | 黃韻玲   | 2009年5月12日  | 亞神音樂 |
| 果核 成長 GROW 音樂劇錄片 | 果核歌手 | 2010年7月28日  | 果核音樂 |
| 美好歲月Glory Days        | 黃韻玲   | 2010年9月24日  | 果核音樂 |
| 再現風華(EP)              | 林俊逸   | 2012年8月8日   | 果核音樂 |
| 永恆。承諾                | 黃韻玲   | 2012年8月28日  | 果核音樂 |
| 1949月光                  | 林俊逸   | 2012年12月13日 | 果核音樂 |
| 禮物 The Presents         | 林俊逸   | 2013年5月4日   | 果核音樂 |
| 少女維拉                  | 王彙筑   | 2014年4月4日   | 果核音樂 |
| 絕對主義－聆聽逸世紀      | 林俊逸   | 2014年5月8日   | 果核音樂 |
| 鍾興民作品集              | 鍾興民   | 2017年12月15日 | 果核音樂 |
| 本來面目Initial Value     | 鍾興民   | 2019年12月25日 | 果核音樂 |

- 果核歌手：黃韻玲、鍾興民 、痞克四樂團、達美樂兄妹、林俊逸、王柏森

### 電影原聲帶
| 專輯名稱                    | 發行日         | 唱片公司 |
| --------------------------- | -------------- | -------- |
| 囧男孩                      | 2008年9月10日  | 亞神音樂 |
| 聽說                        | 2009年8月24日  | 亞神音樂 |
| 被遺忘的時光                | 2011年6月15日  | 果核音樂 |
| 女朋友·男朋友               | 2012年7月13日  | 果核音樂 |
| 人間條件五-男兒本是漂泊心情 | 2012年11月1日  | 果核音樂 |
| 鍾興民作品集 - 飲食男女II   | 2012年11月7日  | 果核音樂 |
| 灣生回家                    | 2016年7月1日   | 果核音樂 |
| 美力台灣3D                  | 2018年10月26日 | 果核音樂 |

### 合輯
| 專輯名稱                     | 發行日        | 唱片公司             |
| ---------------------------- | ------------- | -------------------- |
| 中華民國建國一百年主題曲專輯 | 2011年6月15日 | 行政院文化建設委員會 |

## 電影配樂
- 2008年：《囧男孩》、《一個好爸爸》
- 2009年：《聽說》
- 2011年：《被遺忘的時光》
- 2012年：《女朋友。男朋友》、《飲食男女II》
- 2013年：《大尾鱸鰻》
- 2015年：《灣生回家》
- 2017年：《美力台灣3D》
- 2019年：《大約在冬季》
- 2020年：《本來面目》

## 音樂總監
- 2013年：江蘇衛視 《全能星戰》
- 2017年：《2017年夏季世界大學運動會閉幕式》
- 2018年：湖南衛視《声入人心 (第一季)》

## 評審
- 2013年：《政大金旋獎》
- 2015年：《世新新弦獎》
- 2016年：《5th東吳金旋獎》

## 獎項紀錄
| 年   | 屆 次            | 獎 項                             | 作 品                                        | 結 果 |
| ---- | ---------------- | --------------------------------- | -------------------------------------------- | ----- |
| 1996 | 《第7屆金曲獎》  | 最佳編曲人獎                      | 〈笨惰仙〉                                   | 提名  |
| 2002 | 《第13屆金曲獎》 | 最佳編曲人獎                      | 〈雙截棍〉                                   | 獲獎  |
| 2003 | 《第14屆金曲獎》 | 最佳編曲人獎                      | 〈最後的戰役〉                               | 提名  |
| 2004 | 《第15屆金曲獎》 | 最佳編曲人獎                      | 〈布拉格廣場〉                               | 獲獎  |
| 2008 | 《第19屆金曲獎》 | 最佳編曲人獎                      | 〈青花瓷〉                                   | 提名  |
| 2009 | 《第20屆金曲獎》 | 最佳編曲人獎                      | 〈魔術先生〉                                 | 提名  |
| 2009 | 《第20屆金曲獎》 | 演奏類 最佳作曲人獎               | 〈男孩與夏天〉                               | 提名  |
| 2009 | 《第20屆金曲獎》 | 演奏類 最佳專輯製作人獎           | 《囧男孩電影原聲帶》                         | 提名  |
| 2009 | 《第20屆金曲獎》 | 演奏類 最佳專輯獎                 | 《囧男孩電影原聲帶》                         | 提名  |
| 2011 | 《第22屆金曲獎》 | 最佳專輯製作人獎                  | 《Glory Days美好歲月》                       | 提名  |
| 2011 | 《第48屆金馬獎》 | 最佳原創電影音樂獎                | 《被遺忘的時光》                             | 提名  |
| 2012 | 《第23屆金曲獎》 | 演奏類 最佳專輯獎                 | 《被遺忘的時光》                             | 獲獎  |
| 2012 | 《第23屆金曲獎》 | 演奏類 最佳專輯製作人獎           | 《被遺忘的時光》                             | 提名  |
| 2012 | 《第23屆金曲獎》 | 演奏類 最佳作曲人獎               | 〈誰偷走了時間〉                             | 獲獎  |
| 2013 | 《第24屆金曲獎》 | 演奏類 最佳專輯獎                 | 《鍾興民作品集─飲食男女II 原聲帶》           | 獲獎  |
| 2013 | 《第24屆金曲獎》 | 演奏類 最佳專輯製作人獎           | 《鍾興民作品集─飲食男女II 原聲帶》           | 提名  |
| 2013 | 《第24屆金曲獎》 | 演奏類 最佳作曲人獎               | 〈武林秘笈〉                                 | 提名  |
| 2013 | 《第24屆金曲獎》 | 最佳專輯製作人獎                  | 黃韻玲《永恆。承諾》                         | 提名  |
| 2013 | 《第24屆金曲獎》 | 最佳編曲人獎                      | 桑布伊〈milihuwan 崇高的創造者〉             | 提名  |
| 2015 | 《第26屆金曲獎》 | 傳統暨藝術音樂類 最佳專輯製作人獎 | 《風．極境》蘇孟風古典吉他獨奏專輯           | 提名  |
| 2018 | 《第29屆金曲獎》 | 演奏類 最佳作曲人獎               | 〈紅樹林〉                                   | 獲獎  |
| 2018 | 《第29屆金曲獎》 | 演奏類 最佳專輯獎                 | 《鍾興民作品集》                             | 提名  |
| 2018 | 《第29屆金曲獎》 | 演奏類 最佳專輯製作人獎           | 《鍾興民作品集》                             | 提名  |
| 2018 | 《第29屆金曲獎》 | 技術類 最佳演奏錄音專輯獎         | 《鍾興民作品集》                             | 提名  |
| 2020 | 《第31屆金曲獎》 | 演奏類 最佳作曲人獎               | 〈開山〉                                     | 提名  |
| 2020 | 《第31屆金曲獎》 | 演奏類 最佳專輯獎                 | 《鍾興民作品集Initial value》                | 提名  |
| 2020 | 《第31屆金曲獎》 | 演奏類 最佳專輯製作人獎           | 提名                                         |       |
| 2020 | 《第31屆金曲獎》 | 技術類 最佳演奏錄音專輯獎         | 獲獎                                         |       |
| 2021 | 《第32屆金曲獎》 | 最佳作曲人獎                      | 曹雅雯〈鹹汫〉                               | 提名  |
| 2021 | 《第32屆金曲獎》 | 最佳編曲人獎                      | 曹雅雯〈鹹汫〉                               | 獲獎  |
| 2023 | 《第34屆金曲獎》 | 演奏類 最佳專輯獎                 | 鍾興民、Yannick Barman《阿爾卑斯的日落》     | 提名  |
| 2023 | 《第34屆金曲獎》 | 演奏類 最佳專輯製作人獎           | 鍾興民、Yannick Barman《阿爾卑斯的日落》     | 獲獎  |
| 2023 | 《第34屆金曲獎》 | 演奏類 最佳專輯製作人獎           | 黃瑞豐、鍾興民《黃瑞豐「潮」》               | 提名  |
| 2023 | 《第34屆金曲獎》 | 演奏類 最佳作曲人獎               | 鍾興民、黃瑞豐〈市場裡的苦瓜嫂〉             | 獲獎  |
| 2023 | 《第34屆金曲獎》 | 演奏類 最佳作曲人獎               | 鍾興民〈洄岸〉                               | 提名  |
| 2023 | 《第34屆金曲獎》 | 演奏類 最佳作曲人獎               | 鍾興民、Yannick Barman〈Sunset In The Alps〉 | 提名  |
| 2023 | 《第34屆金曲獎》 | 技術類 最佳演奏錄音專輯獎         | 《黃瑞豐「潮」》                             | 提名  |

### 其他
- 2004年TVB8金曲榜最佳編曲獎—周杰倫《七里香》[1]
- 2005年北京流行音樂典禮（第13届）年度最佳製作人獎—羽·泉《三十》[2]
- 2010年北京流行音樂典禮（第18届）年度港台最佳編曲—齊秦《偶然》
- 2011年北京流行音樂典禮（第19届）年度港台最佳編曲—林宥嘉《想自由》
- 2011年全球流行音樂金榜（第1届）年度最佳编曲—周杰倫《雨下一整晚》
- 2023年浪潮音樂大賞（第1届）最佳爵士專輯—鍾興民、Yannick Barman《阿爾卑斯的日落》

## 音樂會
- 本我 Initial Value 鍾興民音樂會2020/10/2～10/4[3]

## 外部連結
- 鍾興民BabyC的Facebook專頁
- 鍾興民的Facebook專頁
- 鍾興民的新浪微博
- 鍾興民在互联网电影资料库（IMDb）上的資料（英文）（英文）
- 鍾興民在香港影庫上的簡介
- 鍾興民在时光网上的簡介（简体中文）
- 歷屆金曲獎得獎入圍名單